# Lampetis uthmoelleri
Lampetis uthmoelleri es una especie de escarabajo del género Lampetis, familia Buprestidae. Fue descrita científicamente por Obenberger en 1940.